# Sancerre
Sancerre település Franciaországban, Cher megyében. Lakosainak száma 1328 fő (2022. január 1.). Sancerre Bué, Menetou-Râtel, Ménétréol-sous-Sancerre, Saint-Satur, Thauvenay, Verdigny és Vinon községekkel határos.

## Népesség
A település népessége az elmúlt években az alábbi módon változott:
| Lakosok száma | 2461 | 2139 | 2059 | 1789 | 1492 | 1425 | 1393 | 1349 | 1340 | 1328 |
|               | 1968 | 1982 | 1990 | 2006 | 2013 | 2015 | 2017 | 2019 | 2020 | 2022 |